# Altars of Madness
Altars of Madness е първият студиен албум на американската дет метъл група Morbid Angel.

## Състав
- Дейвид Винсент – вокали, бас
- Трей Азагтот – китара
- Ричард Брунел – китара
- Пийт Съндовал – барабани

## Песни
1. Immortal Rites – 4:05
2. Suffocation – 3:14
3. Visions from the Dark Side – 4:08
4. Maze of Torment – 4:23
5. Lord of All Fevers & Plague (CD) – 3:28
6. Chapel of Ghouls – 4:58
7. Bleed for the Devil – 2:22
8. Damnation – 4:09
9. Blasphemy – 3:28
10. Evil Spels – 4:12